# Yves Klein
Yves Klein (Niza, 28 de abril de 1928-París, 6 de junio de 1962) fue un artista francés del movimiento neodadaísta y uno de los fundadores del nuevo realismo (Nouveau Réalisme en francés).

## Biografía
Klein nació en Niza. Sus padres, Fred Klein y Marie Raymond, también fueron pintores. Desde el año 1942 hasta el 1946 Klein estudió en la "Escuela Nacional de la Marina Mercante", y en la "Escuela Nacional de Lenguas Orientales", empezó a practicar judo. En esa época, comenzó su amistad con Arman Fernández y Claude Pascal, y empezó a pintar. A los diecinueve años, Klein estaba en la playa en el sur de Francia con sus dos amigos y decidieron dividir el mundo entre ellos: Arman, la tierra; Pascal, las palabras, y Klein escogió el espacio etéreo que rodeaba el planeta. Hoy día se dice que:
«Con este famoso gesto simbólico de firmar el cielo, Klein anticipó, en un ensimismamiento, aquello que daría sentido a su arte a partir de ese momento − la búsqueda para alcanzar el lejano lado del infinito.»
Klein y Arman, ambos oriundos de Niza, además de amigos, trabajaban a menudo juntos, dentro del nuevo realismo.[cita requerida]
En el 1947, Klein compuso su primera Sinfonía Monótona, que consiste en el sonido de un acorde sostenido durante 20 minutos seguido de 20 minutos de silencio. Se la considera un precedente de la música drone de La Monte Young y de la obra 4'33'' de John Cage.
Entre 1948 y 1952, viajó a Italia, Gran Bretaña, España y Japón. Durante su estancia en Japón, con veinticinco años, alcanzó el 4.º dan en judo en Kodokan. El judo tuvo un papel importante en su arte ya que utilizaba las técnicas aprendidas para pintar. Además, escribió un libro sobre el judo: Les Fondements du judo.  En el año 1955 fijó su residencia permanente en París, estableciéndose como artista. 
Klein murió en París de un ataque al corazón poco antes del nacimiento de su hijo.

## Obras

### Monocromas
La mayoría de sus primeros trabajos eran pinturas monocromáticas en una amplia variedad de colores. Entre ellos destacan el rosa, el dorado y el azul. La elección de estos colores no era arbitraria sino que tenían un significado particular. El rosa representaba a los rosacruces. El dorado representaba la unión entre aquello material y lo espiritual. Además, daba un gran valor al uso del pan de oro porque daba una textura determinada y usaba el mismo material para representar el color. Y luego está el azul intenso, que patentó como el International Klein Blue, (IKB) o Azul Klein (ahora también llamado azul style por grandes firmas de moda que han decidido también ponerle ese sobrenombre). Si el denominador común de estas obras era el ser monocromáticas, en la aplicación del color, el pintor jugó mucho más. Primero, experimentó con diferentes rodillos y esponjas aunque, muchas veces, simplemente depositaba la pintura y dejaba que esta se colocase a sí misma para que el azul se expresase y encontrase su propia forma. Más adelante, utilizó cuerpos de mujer cubiertos de pintura como pinceles y a este tipo de trabajo lo llamó "antropometría". Otras pinturas que siguen este mismo método de producción, incluyen las "grabaciones" de lluvia que Klein hacía conduciendo bajo la lluvia a 100 kilómetros por hora con un lienzo.
La primera aparición pública de sus obras fue en Yves Peintures en 1954. En el libro, Klein parodiaba el tradicional Catalogue raisonné, libro caracterizado por una serie de monocromas vinculados en las diferentes ciudades que había vivido. Yves Peintures anticipaba sus dos primeras exposiciones de pintura al óleo en el Club des Solitaires, en París en 1955 y Yves: Proposition monochromes en la Galería Colette Allendy, 1956. En estas exposiciones había monocromas dorados, naranjas, rojos, rosas y azules y el público interpretó que todas ellas formaban un mosaico. A raíz de este hecho, Klein decidió centrarse solamente en los monocromas azules. Proposte Monocrome, Epoca Blu, su siguiente exposición, tuvo lugar en Milán a principios de 1957 y consistía en 11 idénticas obras azul ultramarino. Para la elaboración del Azul Klein utilizaba una resina sintética (Rhodopas) para conservar el brillo del pigmento azul al mezclarse con el óleo.
Proposte Monocrome, Epoca Blu tuvo tanto éxito que también se expuso en París, Düsseldorf y Londres. La exposición de París (1957) se realizó en la Galería Iris Clert y fue un gran acontecimiento. Para su inauguración se lanzaron 1001 globos azules y Klein mandó postales azules con sellos, también, azules.

### Le Vide
Para su próxima exposición en la Galería Iris Clert (abril de 1948), Klein optó por mostrar la nada, llamada La spécialisation de la sensibilité à l’état matière première en sensibilité picturale stabilisée, Le Vide (La Especialización de la Sensibilidad en el Estado de las Materias Primas en la Sensibilidad Pictórica Estabilizada, el Vacío): quitó todo lo que había en el espacio de la galería a excepción de un gran gabinete, pintó cada superficie blanca, y luego organizó un procedimiento de entrada elaborado para la noche de apertura. La ventana de la galería estaba pintada de azul y una cortina azul estaba colgada en el vestíbulo de entrada, acompañada por guardias republicanos y cócteles azules. Gracias a una enorme campaña de publicidad, 3.000 personas se pusieron en cola, esperando que las dejaran entrar en una habitación vacía.
El historiador de arte Olivier Berggruen sitúa a Klein "como alguien que se esforzó por la liberación total", formando conexiones entre el ritual perverso y el desdén de la convención. Klein había estudiado judo en Japón entre 1952 y 1954, y también mostró un interés en el budismo Zen. Según Berggruen, utilizó el ritual como un medio para no creer, sino como un foro a través del cual llegar a la abstracción, trascendiendo temporalmente los vestigios mundanos y volviendo a la tierra como un nuevo ser.[cita requerida]
Posteriormente, aún en 1958, Klein fue invitado a decorar la ópera de Gelsenkirchen, Alemania, con una serie de murales azules. El edificio fue inaugurado en diciembre de 1959 y Klein lo celebró viajando a Cascia, Italia, para realizar un ex-voto al Monasterio de Santa Rita. Su ofrenda, descubierta en 1980, era una cajita transparente de plástico con tres compartimento en los que depositó en uno pigmento azul, en otro rosa y en otro pan de oro. 
Las dos últimas exposiciones de Klein en la Galería Iris Clert fueron Vitesse Pure et Stabilité Monochrome, noviembre de 1958,  y Bas-Reliefs dans une Forêt d’Éponges, junio de 1959. La primera consistía en esculturas cinéticas, una colaboración con Jean Tinguely, y la segunda era una colección de esponjas usadas para pintar sus monocromas. Ambas montadas en barras de acero y rocas que había encontrado el artista en el jardín de sus padres.[cita requerida]

### Antropometrías de la época azulde Yves Klein (1960)
El 9 de marzo del año 1960, Yves Klein realiza su performance, Antropometrías de la época azul en la Galérie Internacionale d’Art Contemporain de París, frente a audiencia reducida que había sido invitada con la condición de vestir de gala. La obra consistió en la realización de dos pinturas antropomorfas de gran formato conducidas por Klein. Las pintura antropomorfas, término que resulta del estudio de las proporciones humanas, fueron una serie de trabajos pictóricos que Klein exploró a lo largo de los años 60. Su producción consistía en la aplicación de pintura hecha con el pigmento IKB, un azul marino oscuro manufacturado y patentado por el artista, sobre el torso y muslos de cuerpos de mujeres desnudas, que una vez cubiertas en pintura, presionaban sus cuerpos contra grandes hojas de papel blanco. El resultado era una impresión monocromática y abstracta de esos cuerpos femeninos en escala real.
En el evento en la Galérie Internacionale, se presentaron tres mujeres desnudas, que entraron a la galería con un balde de pintura azul IKB, presentadas por Klein, que al igual que la audiencia estaba vestido de gala, con un esmoquin negro y camisa y chaleco blanco. Una pared de la galería había sido previamente cubierta con una gran hoja de papel, al igual que el piso, sobre el cual se desarrolló la acción. Una vez las tres modelos estaban cubiertas con la pintura, Klein empezó a darles instrucciones verbales de cómo disponer y presionar sus cuerpos contra el papel en el muro y en el suelo. Unas cajas de color blanco de diferentes alturas estaban dispuestas junto a la pared, como pedestales sobre los cuales se montaban las modelos antes de imprimir sus cuerpos en el papel. Una vez quedaron hechas ocho impresiones a lo largo del papel de la pared, Klein prosiguió a dirigir a las modelos para pintar el papel del suelo. Algunas de las impresiones se dieron por la presión de sus cuerpos y su peso natural al acostarse boca abajo y otras fueron resultado de un esfuerzo colaborativo en el que una modelo arrastraba a otra tomándola por las manos, dejando sobre el papel largas manchas de pintura. El resultado son dos pinturas de gran formato con las impresiones de los cuerpos desnudos.
El trabajo de las antropometrías de Klein logra conjugar diferentes lenguajes artísticos en una misma acción, balanceándose entre lo performativo y lo pictórico de manera simultánea. La parte pictórica juega con conceptos tanto modernos como clásicos de la pintura en la historia del arte. La representación del desnudo femenino es uno de los géneros pictóricos más antiguos en el ámbito pictórico, que consolidó la maestría de grandes figuras de la historia de la pintura. Desde las esculturas de diosas griegas, hasta las escuelas renacentistas y la pintura académica del siglo XIX, los cuerpos de mujeres desnudas aparecen como protagonista de un sinfín de obras. Pero Klein muy consiente de esto subvierte el rol del pintor y el modelo en sus antropometrías. Sus pinceles humanos, como se refería a las modelos que ejecutaban las pinturas, son los autores, las herramientas y las formas representadas al mismo tiempo.
El artista rompe con la ilusión del cuerpo femenino representado, las impresiones que quedan sobre el papel no son imitaciones de las proporciones del cuerpo, son los cuerpos impresos en su escala natural, y sin embargo la huella que dejan no es para nada realista. Los círculos y semicírculos que quedan sobre el papel recuerdan a las pinturas figurativas  más abstractas del pintor francés Henri Matisse. Existe en estas obras un diálogo consciente con la historia del arte clásico y las corrientes más modernas y de vanguardia. En un sentido conceptual, Klein logra seguir con la tradición de uno de los géneros canónicos más importantes de la pintura occidental, a la vez que lo deconstruye y replantea.
Este diálogo es también una respuesta a las action paintings, término creado por el crítico de arte Harold Rosenberg en su ensayo The American action painters[, que habían tomado el protagonimso del panorama de la pintura postimpresionista estadounidense en los años 50, con grandes personalidades como Jackson Pollock. Caracterizadas por su construcción a través de rápidos y marcados gestos realizados por el autor, las pinturas del action painting dejaban como resultado obras sumamente expresivas. El elemento expresivo de las antropometrías de Klein, aunque mucho más sutil sigue presente, en su forma más inconsciente y directa, como lo enunció en una de sus entrevistas en la Hayward Gallery: “Era el cuerpo en si mismo lo que me fascinaba, el torso y los muslos… solo el cuerpo, todopoderoso y no-pensante”.[2]
También se podría plantear un paralelo con el body art, con el que experimentarían artistas como la cubana Ana Mendieta a mediados de los años 70. La relación entre el cuerpo femenino y el espacio fue de suma importancia para esta artista en sus exploración en series como Silueta, en la que la artista dejó registro fotográfico de su cuerpo desnudo en diferentes paisajes,  y que dio lugar a la creación de un término propio para definir su obra como esculturas “earth –body”. La presencia y ausencia del cuerpo y los rastros de su huella en el espacio hacen parte integral de las exploraciones pictóricas, escultóricas y performativas de estos dos artistas.
El performance y más específicamente el happening es la segunda mitad conceptual de las antropometrías de Klein. En su libro Del arte objetual al arte de concepto, Simón Marchán Fiz lo define como “una intención de apropiar directamente la vida, donde la escenificación se extiende a una acción, con objetos de la realidad, que es proclamada un acontecimiento artístico”. El aspecto teatral de la obra es indiscutible, y parece ser realzado conscientemente por parte de Klein. La puesta en escena teatral de la galería, con Klein y los invitados vestidos de gala y con la compañía de una pequeña sinfonía interpretada por ocho músicos tocando violines y violonchelos, recuerda a una versión minimalista de una ópera. Donde Klein aparece como el conductor, su rol es el de dirigir cada acción de los pinceles humanos. Más cercano al jazz, la dirección de la ejecución de las pinturas se va dando a medida que avanza el happening.
Klein también dirige a los músicos que, antes de que entren las mujeres, realizan una pieza llamada Sinfonía Monótona. La pieza musical consiste de la interpretación de una misma nota musical tocada en conjunto durante veinte minutos, seguida por otros veinte minutos de silencio. La monotonía de la pieza hace un paralelo con el aspecto monocromático de las antropometrías y de los trabajos pictóricos anteriormente realizados por Klein. Esta le añade un aspecto neo-dadaísta a la obra, haciendo referencia directa a las exploraciones sonoras del artista John Cage, y más específicamente su obra 4’33’’, una composición musical para todo tipo de instrumentos que consiste en tres movimientos, en los que ninguna nota debe ser interpretada. 
Las antropometrías de la época azul logran una fusión de diferentes vanguardias de la posguerra, tanto europeas como estadounidenses, combinando el action painting, el body art, el happening y el neodadaísmo en una misma obra. Yves Klein logra traer todos esos elementos y presentarlos en un formato simple en su objetualidad pero sumamente rico en su concepto. Esta obra inmortaliza el espíritu más vanguardista del arte de posguerra, contemplando nuevas técnicas, procesos y formatos de presentación del arte, pero sin abandonar el diálogo con la historia del arte.

### Escultura

#### Múltiples
Además de pintar lienzos planos, Klein produjo una serie de obras a lo largo de su carrera que hicieron que los bordes se desdibujaran entre la pintura y la escultura. Se apropió de escayolas de esculturas famosas, como la Victoria Alada de Samotracia y la Venus de Milo, pintándolas con su célebre Azul Klein. Pintó un globo terráqueo, relieves 3D de áreas de Francia y tacos que colgó del techo como lluvia. También pegó esponjas a lienzos y pintó platos. Muchas de estas obras fueron, posteriormente, fabricadas como ediciones múltiples después de su muerte.
En Obelisco Azul, un proyecto que no había realizado en 1958, pero que finalmente ocurrió en 1983, se apropió de la Plaza de la Concordia con el resplandor de focos azules que iluminaban el obelisco central.[cita requerida]

### Trabajos inmateriales
La esencia del arte inmaterial la expresa él mismo:

Mi trabajo con los colores me ha conducido, en contra de mí mismo, a buscar poco a poco, con ayuda (de algún observador, de algún traductor), la realización de la materia, y he tenido que luchar y decir hasta el final de la batalla.  Mis pinturas ahora son invisibles y me gustaría mostrarlas de una forma clara y positiva en mi siguiente exposición parisina en la galería Iris Clert.

Con todo el protocolo de una inauguración la "exposición du vide" de 1958 en Clert consistía en un espacio vacío.
El arte inmaterial es conocido en la obra de Yves Klein. Se encargó de ofrecer e intercambiar espacios vacíos en la ciudad de París a cambio de oro. No se trataba de una venta, sino de un intercambio simbólico entre el máximo valor material y el mínimo. Yves deseaba de sus compradores la experiencia "muda" de adquirir un espacio vacío. Desde esta experiencia se puede comprender que la pureza del vacío sólo se puede intercambiar por igual con el más puro de los materiales: el oro. De esta forma se restablecía el "orden natural" que dejaba una transacción de venta de un espacio vacío (que debaja tras la operación de intercambio no "vacía" nunca más). De igual forma Klein lanzó oro al río Seine.[cita requerida]

### Aero trabajos
Klein es también conocido como fotógrafo, Saut dans le vide (Leap into the Void), en el que aparece saltando desde una pared, con las manos al aire, directo al duro pavimento de la calle. Klein empleó la fotografía como evidencia de sus intentos 'ficticios' de viajar a la luna.  De hecho "Saut dans le vide" fue publicado en los años 60 como parte de una obra dedicada al espacio consagrando a Klein como el "artista del espacio", obra en la que denuncia las expediciones lunares de la NASA como algo lleno de presunción y sin sentido.[cita requerida]

## Estilo y filosofía
La obra de Klein se mueve en torno a conceptos influenciados por la filosofía zen, que él mismo describe como "le Vide", "the Void" en inglés (el vacío). El "le vide" de Klein es una especie de nirvana que es "mudo" o posee pocas influencias de las palabras; se trata de una zona neutral donde uno mismo está inspirado a prestar atención sólo a sus propias sensibilidades, y queda expuesto a la "realidad" como oposición de la "representación". Klein presenta su obra en formas que son reconocidas como arte ―pinturas, un libro, una composición musical― pero se encarga de eliminar el contenido de tal forma que se pueda realizar: cuadros sin pintura, libros sin palabras, composiciones musicales sin música, permaneciendo tan sólo la cáscara, tal y como si estuviera allí el arte. De esta forma Klein intentó crear para la audiencia sus "Zonas de Sensibilidad Pictórica e Inmaterial" y evitaba representar los objetos de una forma subjetiva o artística. Klein deseaba que sus obras se representaran por la huella que habían dejado: la imagen de su ausencia.[cita requerida]
El trabajo de Klein tiene referencias fuertes a los contextos teóricos/arte-históricos así como a la filosofía/metafísica, y su trabajo de alguna forma ayudó a combinar todos ellos. El intento fue claro: empujó a la audiencia y al público en general a experimentar un estado donde una idea pudiera simultáneamente ser "sentida" así como "comprendida".
[cita requerida]